# 매생이
매생이(Capsosiphon fulvescens, Maesaengi)는 갈매패목의 녹조류의 식물이며, 짙은 녹색에 머리카락보다 더 가는 뭉치인 것이 특징이다. 사각형의 세포가 2개 또는 4개씩 짝을 이룬다. 파래와 비슷하게 생겼으나 파래보다 가늘고 미끈거린다.

## 개요
정약전의 《자산어보》에서는 '누에실 보다 가늘고 쇠털보다 촘촘하며 길이가 수척에 이른다. 빛깔은 검푸르며 국을 끓이면 연하고 부드러워 서로 엉키면 풀어지지 않는다. 맛은 매우 달고 향기롭다'라고 하여 매생이를 표현하였다.
매생이는 오염도가 매우 낮은 깨끗한 지역에서 자라며, 오염된 지역에서는 매생이가 잘 자라지 않는 편이다. 매생이가 출현하는 시기는 10월 중순 경이며 겨울 동안에 번성하다가 4월 경부터 수가 줄어든다. 채취는 11월~2월 사이이며 보통은 1월 경에 채취한다. 채취된 매생이는 포구에서 헹군 뒤에 물기를 빼내어 적당한 크기로 뭉치는데 이를 '좨기'라 한다.

## 한국의 매생이
매생이는 김 양식장에서 생겨난 잉여 생산물이었으나, 전라남도 해안 지방에서 이것을 버리기 아까워서 식재료로 활용하는 방법을 생각하였다. 《동국여지승람》에 의하면 조선시대에서도 장흥군의 진공품(進貢品)으로 제공되기도 하였다. 당시에는 운반 보관이 쉽지 않았고, 생산량이 적어 인근 해안 지방에서 소비가 주로 이루어져서 널리 퍼지지 않았으나, 유통 기술의 발달과 대중 매체를 통해 매생이가 소개 되는 등으로 인해 전국적으로 알려지기 시작하였다. 영양식으로 알려지며 2000년대 이후부터 양식이 시작되었다. 완도 고금면에는 7개의 양식장이 있는데, 해마다 매생이 약 2,600톤을 생산하며 국내 전체 생산량의 60%를 차지하고 있다.  
다른 김 양식장에서는 매생이가 붙으면 김 품질이 떨어진다하여 제거하는 경우가 많은데, 한 때는 염산을 뿌려서 없애는 방법을 쓰고 있었다. 이는 오염물질이 있으면 매생이가 사라지기 쉽기 때문이다. 현재는 염산이 수질오염에 심각한 영향을 준다는 우려로 불법이 되었고 유기산으로 대체하고 있다.

## 요리

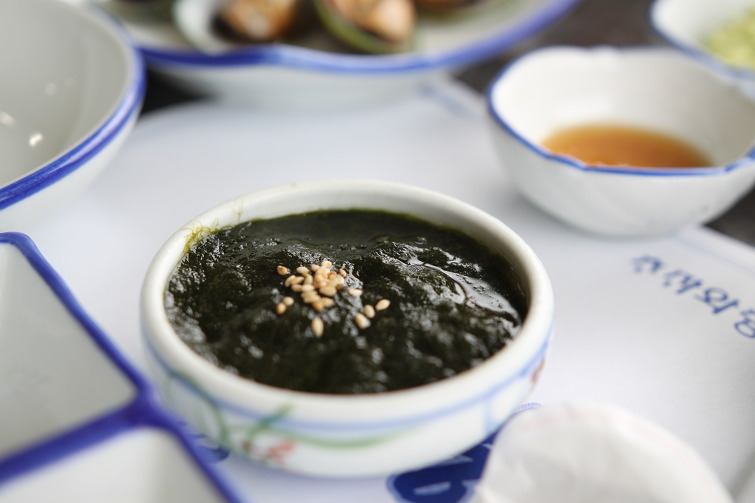
매생이

매생이 요리로 유명한 것은 굴과 함께 넣고 끓인 매생이국이 있으며, 여기에 칼국수를 넣어 만든 매생이 칼국수가 있다. 인스턴트 라면과 파스타에도 매생이를 곁들이는 사례도 늘어나고 있다. 부침개에 매생이를 곁들이기도 한다.
끓여낸 매생이는 김이 잘 나지 않으며 가는 섬유가 촘촘히 뭉쳐있어서 열이 잘 식지 않기 때문에, 충분히 식히지 않고 그냥 먹다가 입을 데는 경우가 많아, 남도 지방에서는 "미운 사위에게 매생이국 준다"이라는 속담이 있다.

## 영양
매생이는 철분이 풍부하여 빈혈에 좋고, 칼륨, 칼슘, 요오드가 풍부하여 뼈에 도움을 준다. 아스파라긴산과 비타민도 풍부하며, 칼로리와 지방이 적고 식이섬유가 많아 다이어트에 효과적이다.

## 매생이 고르기와 보관

### 매생이 고르기
- 매생이를 구입할 때는 광택이 있고 선명한 녹색을 띠고 있는 어린잎을 고르는 것이 좋다

### 매생이 보관
- -20°C~0°C의 온도에서 보관하는 것이 좋다. 냉동실에 보관해 놓았다가 먹을 때마다 실온에 녹였다 먹으면 오래 보관할 수 있다.

## 같이 보기
- 바닷말